# Michael Carøe

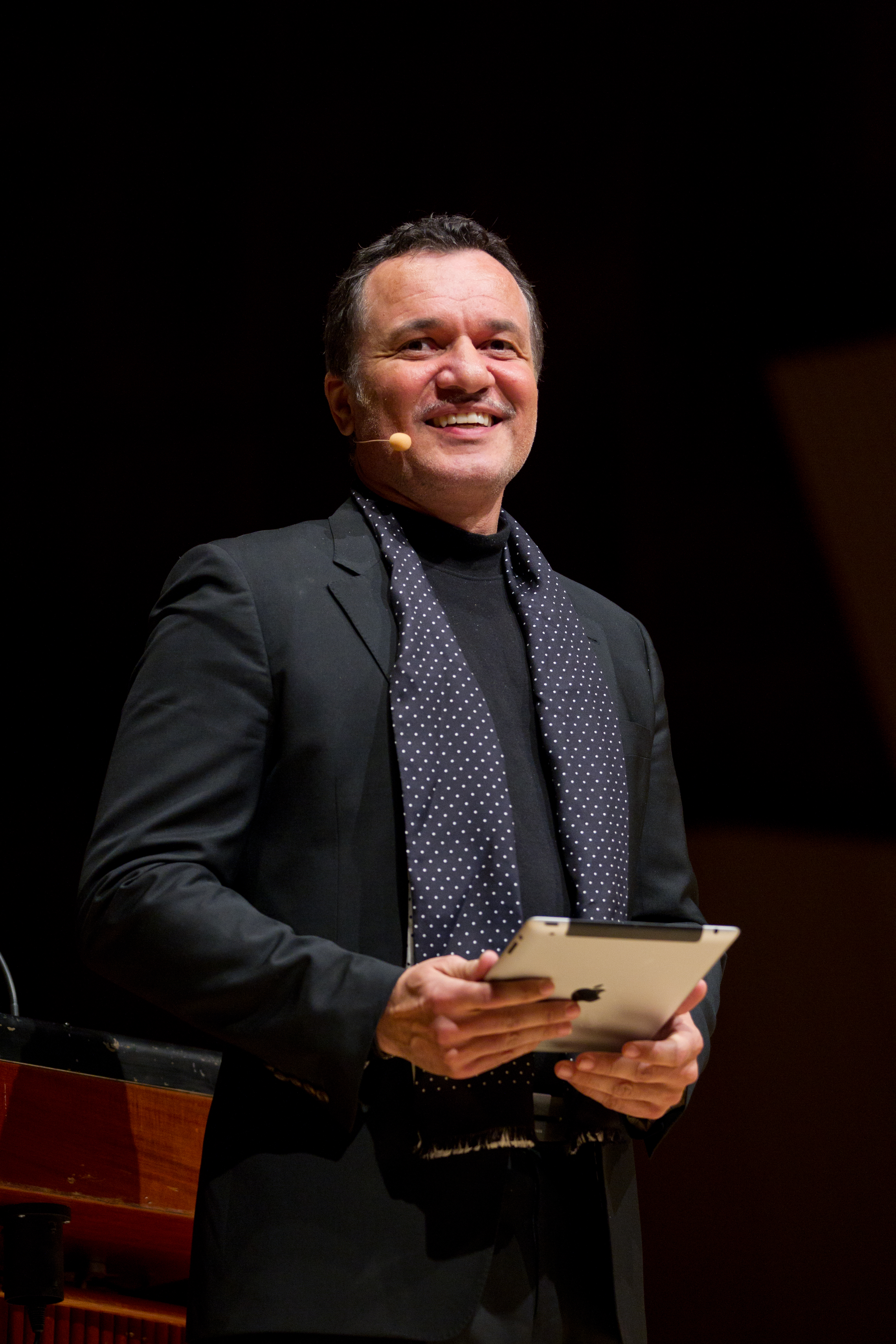
Michael Carøe

Michael Carøe (* 11. Oktober 1960 in Kopenhagen) ist ein dänischer Schauspieler, Drehbuchautor, Moderator und Synchronsprecher.

## Leben
Michael Carøe wuchs im Kopenhagener Stadtteil Brønshøj auf. Er absolvierte seine Schauspielausbildung von 1981 bis 1984 an der Staatlichen Theaterhochschule in Kopenhagen. Sein Bühnendebüt als Darsteller hatte er am Königlichen Theater Kopenhagen, wo er in Theaterstücken wie beispielsweise Macbeth auftrat.
Seit 1985 ist Carøe als Schauspieler vor der Kamera aktiv und wirkte bislang in mehr als 40 Film-und-Fernsehproduktionen mit. Er ist als Drehbuchautor für Spielfilme, Fernsehserien und Fernsehformate tätig. In den 2000er-Jahren moderierte er bei TV 2 verschiedene Sendungen wie beispielsweise Welcome to My Way oder Back in Business. Er ist zudem als Synchronsprecher für Animationsfilme und Zeichentrickfilme tätig und lieh damit beispielsweise Figuren in Bernard und Bianca im Känguruland, Toy Story, Ice Age oder in Die Olsenbande in feiner Gesellschaft seine Stimme.
Michael Carøe ist seit 1988 mit der Schauspielerin Linda Laursen verheiratet.

## Filmografie (Auswahl)
- 1989: Aarhus bei Nacht
- 1994: Tango für Drei (Fernsehserie)
- 1998: Der (wirklich) allerletzte Streich der Olsenbande
- 2006: Der Adler – Die Spur des Verbrechens (Fernsehserie, 2 Folgen)